# Masato Nakamura
Masato Nakamura (中村 正人 Nakamura Masato?, nacido el 1 de octubre de 1958) es un músico, bajista y productor discográfico japonés. Es miembro de la banda de J-pop Dreams Come True, que se formó en 1988 y llegó a vender más de 50 millones de CDs. También compuso las bandas sonoras de los videojuegos Sonic the Hedgehog (1991) y Sonic the Hedgehog 2 (1992).

## Carrera
Nakamura fue originalmente músico de sesión antes de formar el "Cha-Cha & Audrey's Project" con Miwa Yoshida. En 1988, formaron la banda Dreams Come True. En julio de 2002, fundó la compañía discográfica "DCT Records" con Yoshida. Actualmente ejercen de productores ejecutivos. Nakamura compone gran parte del catálogo de Dreams Come True y arregla casi todo.
El 22 de junio de 2008, se casó con Maki Onaga, la ex vocalista de 21 años de la banda de rock japonesa High and Mighty Color.

### Sonic the Hedgehog
Nakamura fue elegido por Sega para componer la música del Sonic the Hedgehog] original a principios de 1990. Ese mismo año, el 7 de noviembre, el juego se dio a conocer por primera vez al ser pintado en el lateral del autobús de gira de Dreams Come True. También estaba en plena grabación del cuarto álbum de la banda, Million Kisses durante Sonic the Hedgehog, y de su quinto álbum, The Swinging Star durante Sonic the Hedgehog 2.
En 2006, Nakamura contribuyó con una versión remezclada del tema final de Sonic the Hedgehog 2, "Sweet Sweet Sweet", para el juego de 2006 Sonic the Hedgehog.
En 2022, Nakamura puso voz al campeón siberiano en el doblaje japonés de la película Sonic the Hedgehog 2.

### Otra actividad musical
También ha compuesto música para varios anuncios de televisión